# Афрички оклопни цврчци
Афрички оклопни цврчци (Acanthoplus discoidalis) су врста која припада Bradyporinae, роду који спада у породицу америчких зелених скакаваца (Tettigoniidae). 
Врста је пореклом из делова Анголе, Намибије, Боцване, Зимбабвеа и Јужне Африке.

## Изглед
Афрички оклопни цврчак представља врсту која не лети и обично нарасте до телесне дужине од 5 центиметара. Предњи део груди садржи неколико оштрих и купастих кичмених стубова.Главне вилице су веома снажне и могу ѕадати болан ујед.Још један начин одбране од предатора јесте рефлексно крварење при чему инсект прска течност налик Хемолимфа у сољашњи скелет остварујући домет од неколико центиметара.

## Исхрана
Афрички оклопни цврчци су по начину исхране сваштоједи. Један извор је забележио напад на птичије гнездо и навео да инсекти могу да открију гнездо помоћу чула слуха.
Нарочито када им исхрана има мањак протеина и соли, јединке ове врсте постају канибалистички настројени, толико да њихова популација достигне врхунац у јесен. Неке од њих буду убијене од стране возила лутајући по саобраћајним путевима и тада се остале јединке окупљају хранећи се њиховим лешевима, све док не буду убијене на исти начин. Током сезоне њихови остаци могу формирати велике закрпе на путевима.

## Одбрана
Афрички оклпони цврчци поседују неколико одбрамбених механизама поред оклопног спољашњег скелета. Различите врсте одбране зависе од пола јединке и начина напада.
Када су напанути са стране и мужјаци и женке ће покушати да уједу нападача при чему ће се мужјаци огласити цврчањем.
Половина напада на ову врсту, код њих ће изазвати рефлексно крварње при чему црчак прска од 5 до 80 милиграма могуће токсичне Хемолимфа на удаљеност до 3 центиметара.
У случају да су нападнути одозго(при чему су у много лошијој позицији)оба пола ће рефлексно крварити много више него у случају напада са стране.
Експерименти су приказали да хемолимфа има непријатан укус двема врстама гмизаваца,међутим њени састојци нису тачно одређени. Претпоставља се да се у биљкама које ова вртса користи у исхрани налази фитотоксин који користе у одбрани од непријатеља.
Након рефлексног крварења ова врста инсеката се детаљно чисти како неби проузроковали канибалистичке нападе сопствене врсте.Истраживања су показала да крварење представља свесну одбрану од непријатеља, а не само последицу проузроковану нападом непријатеља.
Невољно враћање желудачног садржаја у једњак или ждрело јесте одбрана афричког оклопног цврчка под константним нападима.

## Размножавање
Код афричких оклопних цврчака, удварање и парење је релативно спор процес који почиње заласком Сунца и обично се завршава пред свитање. Најпре, звукови које мужјак производи привлаче женку. Потом мужјак проиводи сперматофоре које садрже мушке полне ћелије и порцију хране коју даје женки. Након парења, мужјак се не може парити док не произведе нове сперматофоре.
Женка мора да се пари пре него што произведе своја прва јаја. Након тога, поново се може може парити и производити јаја у произвољном редоследу, јер може да чува јаја. Сходно томе, мужјацима је предност да се паре са девицама, јер ће већи проценат потомства девице бити њихов. Девице су лакше од женка које су се већ париле, што омогућава мужјацима да их лакше разликују. Према томе, мужјаци завршавају више парења са девицама, што омогућава бржи пренос сперматофора.